# Боркі (Лодзький-Східний повіт)
Боркі (пол. Borki) — село в Польщі, у гміні Новосольна Лодзький-Східного повіту Лодзинського воєводства. 
У 1975—1998 роках село належало до Лодзинського воєводства.